# Mariano Rumor
Mariano Rumor (AFI: /ruˈmor/; Vicenza, 16 giugno 1915 – Vicenza, 22 gennaio 1990) è stato un politico italiano, per cinque volte Presidente del Consiglio dei ministri fra il 1968 e il 1974.
Rumor è stato il segretario nazionale della Democrazia Cristiana tra il 1959 e il 1964, Ministro degli affari esteri tra il 1974 e il 1976, Ministro dell'interno nel 1963 e tra il 1972 e il 1973, nonché Ministro dell'agricoltura e delle foreste tra il 1959 e il 1963. All'interno della Democrazia Cristiana fu uno degli esponenti della corrente Dorotea insieme ad Antonio Segni, Emilio Colombo, Antonio Bisaglia e, seppur con una posizione più dialettica, Aldo Moro.

## Biografia
Nacque da Giuseppe Rumor e Tina Nardi.

### Giovinezza e studi
Frequenta le scuole elementari del Patronato Leone XIII e il Liceo ginnasio Antonio Pigafetta di Vicenza. Nel 1937 consegue la laurea in Lettere presso l'Università di Padova con una tesi su Giuseppe Giacosa. Tra il 1941 e il 1943 presta servizio militare come allievo ufficiale, poi come sottotenente di artiglieria a Mantova, Sabaudia, L'Aquila e Cecina. Tra il 1943 e il 1945 partecipa alla Resistenza e dirige il giornale Il Momento.

### Dalla DC vicentina all'Assemblea Costituente
Rumor proveniva da una famiglia profondamente cattolica: il nonno e il padre erano titolari di una stamperia che produceva giornali di area cattolica, e anche i testi delle encicliche papali. Dopo l'armistizio di Cassibile, entrò a far parte della Democrazia Cristiana (DC) e della resistenza vicentina, rappresentando il suo partito a livello regionale nel comitato di liberazione. Nel dopoguerra si impegnò nel radicamento della DC vicentina, diventando uno dei leader di spicco del partito nel Veneto, venendo eletto deputato all'Assemblea Costituente nel 1946.
Nel 1948 fu eletto per la prima volta deputato, carica che avrebbe poi mantenuto in tutte le legislature successive fino al 1976. Nonostante la sua giovane età, Rumor si mise subito in vista come uno dei leader di spicco della Democrazia Cristiana e, in particolare, della corrente dossettiana di Cronache sociali, dal nome dell'omonima rivista fondata a Roma nel 1947.
Al Congresso nazionale del 1949, dove fu eletto per la prima volta nel Consiglio nazionale della DC, Rumor presentò un'importante relazione sui problemi del lavoro in Italia: in questa relazione, coerentemente con il pensiero dossettiano, emerse in modo evidente la sua volontà di fare della DC un protagonista nel processo di cambiamento economico e sociale, affermando la necessità di avviare «un grande disegno riformistico, ispirato ad un solidarismo sociale che era patrimonio della cultura politica del cattolicesimo democratico». Come ebbe modo di chiarire in un successivo articolo apparso su Cronache sociali, Rumor sosteneva quindi la necessità che lo Stato si affermasse come «promotore e regolatore d'una bene ordinata e organica azione di solidarietà tra le classi e all'interno delle classi».
Nel 1950 Guido Gonella successe a Paolo Emilio Taviani nel ruolo di segretario della DC; obiettivo della nuova segreteria era quello di costruire una gestione unitaria del partito a supporto del governo guidato da Alcide De Gasperi. In questo contesto, Rumor fu nominato per la prima volta vicesegretario assieme a Giuseppe Dossetti, in rappresentanza dell'area di Cronache sociali.

### Iniziativa democratica
Il ritiro dalla politica attiva di Giuseppe Dossetti lasciò il gruppo di Cronache sociali orfano del suo leader carismatico; tuttavia, i principali esponenti della corrente si diedero presto da fare per riorganizzare le proprie posizioni all'interno del partito. Mariano Rumor svolse in questo senso un ruolo determinante per la nascita della nuova corrente di Iniziativa democratica, che riuniva non solo i reduci del dossettismo (quali La Pira, Fanfani, Moro), ma anche elementi della maggioranza centrista degasperiana (come Taviani o Scalfaro).
Fu proprio Rumor a stendere la bozza del manifesto politico di Iniziativa democratica, pubblicato poi sul primo numero dell'omonima rivista attorno alla quale iniziava a strutturarsi la corrente. In questo testo, accanto alla dichiarazione di appoggio a De Gasperi e al Patto Atlantico (e di conseguenza dell'inserimento dell'Italia all'interno del blocco occidentale), venne riaffermato il principio dossettiano di un partito cristianamente riformista, capace di muovere il paese verso un'evoluzione democratica. Con questi argomenti gli iniziativisti si candidarono non solo a rivendicare l'eredità politica del dossettismo, ma anche a proporsi come un interlocutore affidabile per le altre componenti del partito.
Rumor svolse subito un ruolo di primo piano nella corrente. Tale visibilità lo portò a ricoprire i primi incarichi governativi; esordì al governo come sottosegretario all'Agricoltura nel VII governo De Gasperi (1951-1953), incarico che mantenne anche nell'VIII governo De Gasperi e nel governo di Giuseppe Pella. Nel breve primo governo Fanfani (gennaio-febbraio 1954) fu promosso a sottosegretario alla Presidenza del Consiglio.
Dopo il Congresso nazionale di Napoli del 1954, che vide l'affermazione di Iniziativa democratica e la successiva elezione di Fanfani a segretario del partito, Rumor fu rieletto vicesegretario nazionale. Mantenne quest'incarico per i successivi cinque anni, fino allo scioglimento della corrente di Iniziativa democratica.

### Leader dei dorotei
All'interno di Iniziativa democratica affiorarono non pochi dissensi verso la linea politica della segreteria di Fanfani, che cautamente iniziava ad aprire alla prospettiva di una collaborazione col il PSI. Con l'esasperarsi di queste tensioni, esponenti di primo piano della corrente, tra cui lo stesso Rumor, misero in minoranza il Segretario nel corso del Consiglio Nazionale del 14 - 17 marzo 1959. Si determinò in questo modo una spaccatura di Iniziativa democratica tra gli uomini rimasti vicini all'ex Segretario e il gruppo dissidente (ormai da tutti ribattezzato dei Dorotei, dal luogo in cui si erano riuniti prima del consiglio nazionale, il convento delle suore di Santa Dorotea a Roma) raccolto attorno ad Antonio Segni, Mariano Rumor e Aldo Moro, che fu eletto nuovo Segretario.
Rumor divenne così uno dei leader della nuova corrente. Questa posizione gli valse la nomina a ministro dell'Agricoltura nel secondo governo Segni, carica che avrebbe conservato nei successivi governi Tambroni, nel Fanfani III e Fanfani IV. In questo ruolo, Rumor contribuì alla definizione di uno dei primi piani per lo sviluppo e l'innovazione del settore agricolo nazionale, il cosiddetto Piano Verde.
Alle elezioni politiche del 1963 la DC subì un brusco calo di consensi. Rumor fu nominato Ministro dell'Interno nel breve governo presieduto da Giovanni Leone, prima di essere eletto nuovo Segretario della DC in sostituzione di Aldo Moro.

### Segretario della Democrazia Cristiana

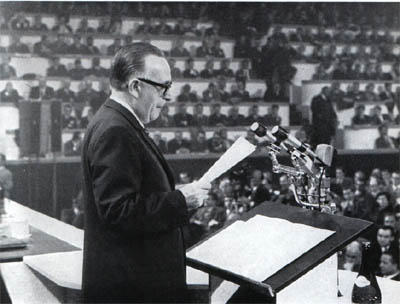
Mariano Rumor al X Congresso della Democrazia Cristiana nel 1967.

Rumor fu Segretario politico della Democrazia Cristiana tra il 1964 e il 1969, guidando il partito nella complessa fase di collaborazione di governo con il PSI. Nei cinque anni alla guida della DC, Rumor cercò di rassicurare l'elettorato moderato, nel tentativo di recuperare i consensi persi nelle elezioni precedenti. Il nuovo Segretario (e con lui tutto il gruppo dirigente doroteo) si impegnò a fondo per una normalizzazione della spinta riformista del primo Centro-Sinistra, mettendo spesso in difficoltà il Presidente del Consiglio Aldo Moro.
Rumor incarnava le caratteristiche tipiche dei dorotei: la cautela, la moderazione, la propensione per la mediazione più che per la decisione, l'attenzione alle questioni pratiche, concrete, piuttosto che alle grandi strategie, la rappresentanza degli interessi del ceto medio di provincia, il legame privilegiato con la pubblica amministrazione, con il mondo cattolico, con i coltivatori diretti. Alle elezioni politiche del 1968 la DC riuscì ad aumentare, seppur di poco, i propri voti: questo risultato fu vissuto come un successo della segreteria di Rumor e fece emergere il suo nome quale candidato naturale alla guida del governo.

### Presidente del Consiglio dei ministri

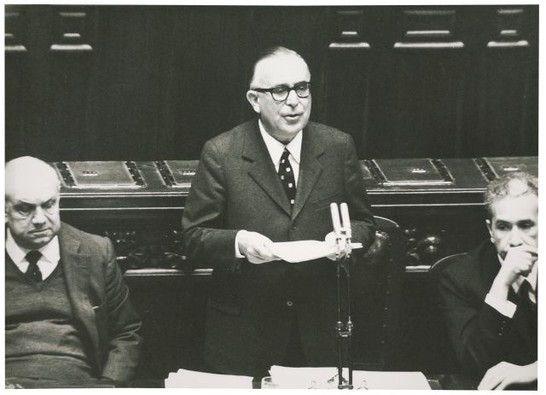
Rumor presidente del Consiglio dei ministri alla presentazione alla Camera dei deputati del suo terzo governo, 1º aprile 1970.

Nel 1968 divenne per la prima volta Presidente del Consiglio dei ministri, guidando tre diversi esecutivi di centro-sinistra fino al 1970. Sotto Rumor fu inaugurata la commissione parlamentare di inchiesta riguardo alla vicenda dei fascicoli SIFAR, si procedette ad un revisione delle pensioni (legge 30 aprile 1969, n. 153) e del settore scolastico (legge 15 febbraio 1969, n. 9) che venne potenziato istituendo la scuola materna statale (legge 18 marzo 1968, n. 444), venne definitivamente deciso il varo delle regioni, fu approvato lo Statuto dei lavoratori (legge 20 maggio 1970, n. 300) accompagnato da incentivi salariali, pensionistici e previdenziali cercando di porre un argine alla violenza politica e ai disordini.
Sempre in questo periodo il Parlamento approvò le norme che istituivano il referendum (legge 25 maggio 1970, n. 352), in corrispondenza con le ampie polemiche che circondavano la successiva introduzione del divorzio in Italia. In campo internazionale il governo di Rumor si distinse per la firma, il 28 gennaio 1969, del trattato di non proliferazione nucleare. In un contesto difficile, caratterizzato dall'emergere della contestazione operaia e studentesca e tristemente segnato dalla strage di piazza Fontana, la crisi della formula politica di centro-sinistra creò una situazione di profonda instabilità che finì col travolgere i governi di Rumor.

### Ministro dell'interno con Andreotti
Lo statista di Vicenza tornò al governo nel 1972 come Ministro dell'interno nel I e nel II esecutivo guidato da Andreotti (1972-1973), compagini caratterizzate dall'esclusione del PSI dal governo e da una ripresa della collaborazione tra democristiani e PLI.
Il 17 maggio 1973, in qualità di Ministro dell'Interno, Rumor inaugurò all'interno della questura di Milano un busto in onore del commissario Luigi Calabresi, poco dopo questa cerimonia la questura fu oggetto di un attentato che causò 4 morti e 52 feriti il cui obiettivo sarebbe stato proprio lo stesso Rumor: secondo le indagini svolte negli anni novanta, l'estrema destra lo avrebbe ritenuto colpevole di aver violato gli accordi clandestini precedentemente presi non proclamando lo stato d'assedio quando era presidente del Consiglio il 12 dicembre 1969 in occasione della strage di piazza Fontana.

### Ritorno alla Presidenza del Consiglio

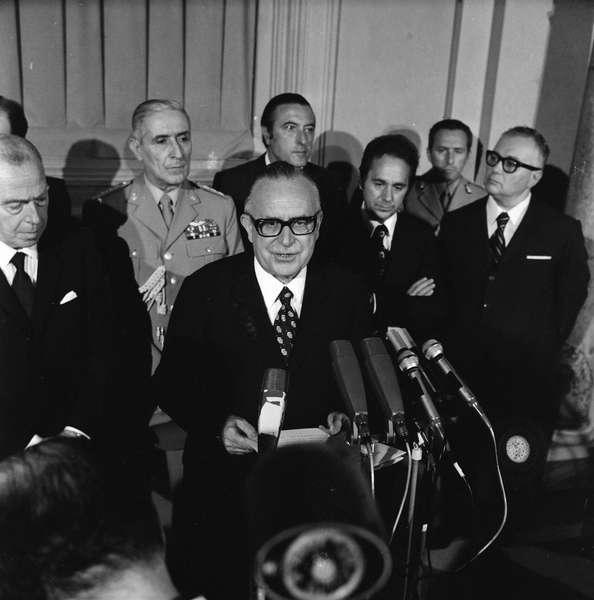
Rumor durante la formazione del suo quarto governo nel 1973.

Quando nel Congresso Nazionale della DC del 1973, a seguito del cosiddetto patto di Palazzo Giustiniani, fra Amintore Fanfani ed Aldo Moro la Democrazia Cristiana scelse di riavviare la collaborazione governativa con il Partito Socialista Italiano, Mariano Rumor fu nuovamente designato dal suo partito quale Presidente del Consiglio dei Ministri alla guida di un governo formato dalla coalizione del cosiddetto centro-sinistra "organico".
In qualità di capo dell'esecutivo il Presidente Mariano Rumor, in risposta all'evento storico della crisi energetica di quell'anno, varò un piano nazionale di “austerity economica” per il risparmio energetico che prevedeva cambiamenti immediati: il divieto di circolare in auto il giorno della domenica, la fine anticipata dei programmi televisivi, nonché la riduzione dell'illuminazione stradale e commerciale. Insieme a questi provvedimenti con effetti immediati, il governo impostò anche una riforma energetica complessiva che prevedeva fra l'altro la costruzione, da parte dell'Enel, di centrali nucleari per limitare l'uso del greggio.
Anche questa formula di centro-sinistra si concluse rapidamente nel 1974, in seguito agli scossoni provocati sul quadro politico dal referendum sul divorzio. I governi Rumor sono ricordati per aver gravato fortemente sul debito pubblico dei decenni successivi a causa del condono fiscale del 1973 e dei generosi trattamenti pensionistici (baby pensioni, metodo retributivo e pensioni sociali), con costi valutati in almeno 150 miliardi di euro al 2018, nonché per la dipendenza da prestiti internazionali.

### Scissione dorotea, fine della carriera e morte

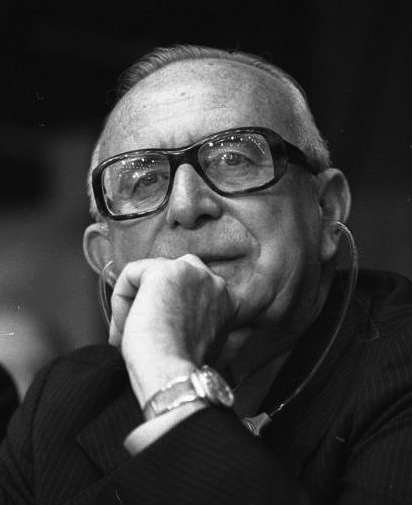
Mariano Rumor nel 1978.

La sconfitta alle elezioni regionali del 1975 portò all'allontanamento di Amintore Fanfani dalla segreteria del partito. Mariano Rumor fu proposto da Moro quale nuovo segretario del partito, ma subì il veto di alcuni membri della corrente alla quale apparteneva. A causa di questo veto, Rumor abbandonò la corrente dorotea, attestandosi più vicino alle posizioni del segretario Benigno Zaccagnini, aderente alla corrente morotea e favorevole al compromesso storico, cioè alla convergenza con il Partito Comunista Italiano realizzatasi con la nascita del terzo governo Andreotti.
In seguito alla scissione dorotea, Rumor fu lentamente escluso da incarichi rilevanti nel partito e nel governo. Dopo essere stato Ministro degli affari esteri negli ultimi due governi guidati da Moro, il quarto e il quinto (1974-1976), non avrebbe più assunto alcuna carica ministeriale; gli anni successivi furono caratterizzati dal sopra citato compromesso storico e dal rapimento e la successiva uccisione di Aldo Moro da parte delle Brigate Rosse nel 1978 che mise fine l'anno successivo all'alleanza con i Comunisti.
Nel 1976 lo scandalo Lockheed coinvolse anche diverse alte cariche dello stato italiano; Rumor fu accusato, in qualità di presidente del Consiglio nel 1968, di essere il percettore, insieme ai ministri della difesa Luigi Gui e Mario Tanassi, di una tangente di un milione di dollari dalla società Lockheed Corporation al fine di creare le condizioni per la vendita in Italia degli aerei Hercules 130. Tale accusa era determinata dal fatto che, secondo la società Lockheed, ad aver ricevuto questa tangente fosse Antelope Cobbler, un nome crittografato in cui poteva celarsi il nome di Mariano Rumor, ma anche quello di Giovanni Leone, presidente della Repubblica. Rumor fu prosciolto dalla commissione inquirente il 29 gennaio 1977, mentre Gui e Tanassi furono rinviati a giudizio dalla Corte costituzionale: il primo fu assolto mentre il secondo fu riconosciuto colpevole di corruzione.
Per quanto concerneva il presidente Leone, nonostante fosse stata riconosciuta la sua estraneità, una violenta campagna di stampa denigratoria de L'Espresso di Camilla Cederna e dei Radicali lo costrinse alle dimissioni nel giugno del 1978. Rumor fu eletto dapprima deputato al Parlamento europeo nel corso della sua prima legislatura (1979-1984) ed in seguito fu senatore nella VIII, IX e X legislatura dal 1979 al 1990 in cui ricoprì però un ruolo marginale; sono i lunghi anni della Presidenza Craxi, della segreteria di Ciriaco De Mita e del cosiddetto CAF.
Mariano Rumor morì la sera del 22 gennaio 1990 nell'ospedale San Bortolo di Vicenza, a 74 anni, in seguito ad un arresto cardiaco causato da un improvviso edema polmonare acuto (il giorno precedente aveva presenziato all'assemblea provinciale della Democrazia Cristiana ad Asiago) e, dopo i funerali in cui parteciparono le alte cariche dello stato, il feretro venne tumulato presso il Cimitero Monumentale Maggiore di Vicenza.

## Sinossi degli incarichi di Governo
| Ministro                                                 | Mandato                             | Governo                 |
| -------------------------------------------------------- | ----------------------------------- | ----------------------- |
| Sottosegretario del Ministero dell'Agricoltura e Foreste | 26 luglio 1951 – 16 luglio 1953     | Governo De Gasperi VII  |
| Sottosegretario del Ministero dell'Agricoltura e Foreste | 16 luglio 1953 – 2 agosto 1953      | Governo De Gasperi VIII |
| Sottosegretario del Ministero dell'Agricoltura e Foreste | 17 agosto 1953 – 5 gennaio 1954     | Governo Pella           |
| Segretario del Consiglio dei Ministri                    | 18 gennaio 1954 – 10 febbraio 1954  | Governo Fanfani I       |
| Ministro dell'Agricoltura e Foreste                      | 15 febbraio 1959 – 25 marzo 1960    | Governo Segni II        |
| Ministro dell'Agricoltura e Foreste                      | 25 marzo 1960 – 26 luglio 1960      | Governo Tambroni        |
| Ministro dell'Agricoltura e Foreste                      | 26 luglio 1960 – 21 febbraio 1962   | Governo Fanfani III     |
| Ministro dell'Agricoltura e Foreste                      | 21 febbraio 1962 – 21 giugno 1963   | Governo Fanfani IV      |
| Ministro dell'Interno                                    | 21 giugno 1963 – 4 dicembre 1963    | Governo Leone I         |
| Presidente del consiglio dei ministri                    | 12 dicembre 1968 – 5 agosto 1969    | Governo Rumor I         |
| Presidente del consiglio dei ministri                    | 5 agosto 1969 – 27 marzo 1970       | Governo Rumor II        |
| Presidente del consiglio dei ministri                    | 27 marzo 1970 – 6 agosto 1970       | Governo Rumor III       |
| Ministro dell'Interno                                    | 17 febbraio 1972 – 26 giugno 1972   | Governo Andreotti I     |
| Ministro dell'Interno                                    | 26 giugno 1972 – 6 luglio 1973      | Governo Andreotti II    |
| Presidente del consiglio dei ministri                    | 6 luglio 1973 – 14 marzo 1974       | Governo Rumor IV        |
| Presidente del consiglio dei ministri                    | 14 marzo 1974 – 23 novembre 1974    | Governo Rumor V         |
| Ministro degli affari esteri                             | 23 novembre 1974 – 12 febbraio 1976 | Governo Moro IV         |
| Ministro degli affari esteri                             | 12 febbraio 1976 – 29 luglio 1976   | Governo Moro V          |

## Opere
- Mariano Rumor, Memorie (1943-1970), a cura di Ermenegildo Reato e Francesco Malgeri, Vicenza, Editrice Veneta, 2007, ISBN 978-88-8449-362-0